# Okres Kościerzyna
Okres Kościerzyna (polsky Powiat kościerski) je okres v polském Pomořském vojvodství. Rozlohu má 1166 km² a v roce 2019 zde žilo 72 688 obyvatel. Sídlem správy okresu je město Kościerzyna.

## Gminy
Městská:
- Kościerzyna

Vesnické:
- Dziemiany
- Karsin
- Kościerzyna
- Liniewo
- Lipusz
- Nowa Karczma
- Stara Kiszewa

## Město
- Kościerzyna

## Sousední okresy
| Růžice kompasu | Bytów, Kartuzy | Kartuzy           | Gdaňsk    | Růžice kompasu |
| Růžice kompasu | Bytów          | Sever             | Starogard | Růžice kompasu |
| Růžice kompasu | Bytów          | Okres Kościerzyna | Starogard | Růžice kompasu |
| Růžice kompasu | Bytów          | Jih               | Starogard | Růžice kompasu |
| Růžice kompasu | Chojnice       | Chojnice          | Starogard | Růžice kompasu |